# John Beaton
John William Beaton  (* 29. Januar 1982 in Motherwell) ist ein schottischer Fußballschiedsrichter.

## Karriere
John Beaton wurde im Jahr 2001 Schiedsrichter und vier Jahre später in die SFA-Liste aufgenommen. 2009 wurde er Schiedsrichter der Kategorie 1. Seit dem Jahr 2013 leitete Beaton Spiele in der Scottish Football League darunter Spiele der Ersten Liga, der Scottish Premier League und der späteren Scottish Premiership. Zudem pfiff er Spiele in der zweiten Liga sowie Partien im Pokal und Ligapokal.
Ab 2013 diente er als FIFA-Schiedsrichter im Europapokal und bei internationalen Länderspielen. Erste internationale Erfahrung sammelte Beaton dabei in Spielen der U19 und U21-Nationalmannschaften. Später leitete er Qualifikationsspiele der A-Nationalmannschaften, Freundschaftsspiele, Spiele in der UEFA Nations League und in den Europapokalwettbewerben der UEFA.
Als Torschiedsrichter unter William Collum nahm er an der Europameisterschaft 2016 teil.
Außerhalb des Fußballs arbeitete Beaton als Pressesprecher bei der schottischen Polizei in Strathclyde, bei der ScotRail Alliance und an der University of Strathclyde.